# Кельон
Кельон  (исп. Quellón) — город и морской порт в Чили. Административный центр одноимённой коммуны. Население — 13 656 человек (2002). Город и коммуна входит в состав провинции Чилоэ и области Лос-Лагос.
Территория коммуны — 3244 км². Численность населения — 27 933 жителя (2007). Плотность населения — 8,61 чел./км².

## Расположение
Город расположен на острове Чилоэ в 194 км на юго-запад от административного центра области города Пуэрто-Монт и в 73 км на юг от административного центра провинции города Кастро.
Коммуна граничит:
- на севере — с коммуной Чончи
- на северо-востоке — с коммуной Кейлен

На западе коммуны расположен Тихий океан.
На востоке и юге коммуны расположен залив Корковадо.

## Демография
Согласно сведениям, собранным в ходе переписи Национальным институтом статистики, население коммуны составляет 27 933 человека, из которых 15 301 мужчина и 12 632 женщины.
Население коммуны составляет 3,52 % от общей численности населения области Лос-Лагос. 35,7 % относится к сельскому населению и 64,3 % — городское население.